# Uriel Frisch
Uriel Frisch (* 10. Dezember 1940 in Agen) ist ein französischer Angewandter Mathematiker, der sich insbesondere mit Turbulenz beschäftigt.
Frisch studierte 1959 bis 1963 an der École normale supérieure, machte 1962 seinen Abschluss (Lizenziat) in Angewandter Mathematik an der Universität Paris und promovierte dort 1964 (These de troisieme cycle) und 1967 (These d´Etat). Ab 1963 war er Wissenschaftler der CNRS in Paris und ab den 1990er Jahren an der Universität Nizza, inzwischen als emeritierter Forschungsdirektor am Labor Cassiopèe in Nizza. 1966/67 war er am Courant Institute of Mathematical Sciences of New York University und 1978/79 war er Gastprofessor an der Harvard University.
Uriel Frisch befasst sich mathematisch und numerisch mit Hydrodynamik und Magnetohydrodynamik sowie mit nichtlinearer Dynamik (wie Intermittenz in Chaostheorie) und statistischer Physik mit Anwendungen in der Geophysik, Astrophysik und Kosmologie. 1986 zeigte er mit Brosl Hasslacher und Yves Pomeau (damals am Los Alamos National Laboratory), dass ein einfacher zellulärer Automat mit einfachen Erhaltungssätzen auf mikroskopischer Ebene die ganze Komplexität der Navier-Stokes-Gleichungen der Hydrodynamik simulieren kann (Lattice Gas Cellular Automata, LGCA, auch FHP-Modell nach den Autoren, daraus entwickelte sich später die Lattice Boltzmann Equation, LBE). Dazu mussten sie hexagonale Gitter benutzen.
Für seine Dissertation erhielt er 1967 den Peccot-Preis des Collège de France. 1985 erhielt er den Bazin Preis der Académie des sciences, deren Mitglied er seit 2008 ist. 2003 erhielt er die Lewis-Fry-Richardson-Medaille der European Geophysical Society. 1994 wurde er Chevalier Ordre national du Mérite. 2010 erhielt er den Internationalen Preis für Angewandte Mechanik Modesto Panetti e Carlo Ferrari der Akademie von Turin.

## Schriften
- Turbulence; the Legacy of A.N. Kolmogorov, Cambridge University Press 1995
- From global scaling a la Kolmogorov to local multifractality scaling in fully developed turbulence, Proc. Roy. Soc. A, Band 434, 1991, S. 89
- mit Steven Orszag: Turbulence: challenges for theory and experiment, Physics Today Januar 1990
- mit Brosl Hasslacher, Yves Pomeau: Lattice gas automata for the Navier Stokes equation, Physical Review Letters, Band 56, 1986, S. 1505